# 575. pr. Kr.
◄ | 7. stoljeće pr. Kr. | 6. stoljeće pr. Kr. | 5. stoljeće pr. Kr. | ►
◄ | 600-ih pr. Kr. | 590-ih pr. Kr. | 580-ih pr. Kr. | 570-ih pr. Kr. | 560-ih pr. Kr. | 550-ih pr. Kr. | 540-ih pr. Kr. | ►
◄◄ | ◄ | 578. pr. Kr. | 577. pr. Kr. | 576. pr. Kr. | 575 pr. Kr. | 574. pr. Kr. | 573. pr. Kr. | 572. pr. Kr. | ► | ►►
Astronomija

## Događaji
- Izgrađene Ištarine dveri i zid prijestolne dvorane u Babilonu.
- Bitka kod Yanlinga u Kini, gdje je vojska države Jin porazila snage države Chu, u drevnoj provinciji Henan.